# The Reject Shop
The Reject Shop Limited is een Australische discount-warenhuisketen die een breed scala aan goederen verkoopt, zoals levensmiddelen, snacks, cadeaubonnen en feest-, gezondheids- en schoonheidsproducten, schoonmaakmiddelen, opbergartikelen, keukengerei, huishoudelijke artikelen en seizoensartikelen. De keten heeft 375 winkels verspreid over Australië.
The Reject Shop werd opgericht in 1979 en heeft meer dan 5.000 werknemers. De groep verving een aantal Chickenfeed-winkels in Tasmanië en nam de ruimte in beslag die overbleef toen Retail Adventures sloot.

## Geschiedenis
De eerste winkel werd in 1981 geopend in South Yarra, Melbourne, door de oprichters Ron Hall en John Shuster. Deze winkel verkocht tweede keus- en stopgezette artikelen, vandaar de naam The Reject Shop.
In 1994 werd de keten voor het grootste deel eigendom van Macquarie Bank. Het werd in juni 2004 op de Australian Securities Exchange geïntroduceerd. De beursintroductie was succesvol, en het bedrijf was twee jaar na de beursgang drie keer zo groot geworden.
De voormalige CEO Barry Saunders, die in 2000 door Macquarie Bank bij het bedrijf werd aangetrokken, ging in 2007 met pensioen. In mei 2007 werd hij vervangen door Gerry Masters, een voormalig directeur van Coles Group, waar hij 33 jaar had gewerkt.
Op 11 september 2009 werd bekendgemaakt dat Gerry Masters was afgetreden als algemeen directeur en dat hij per 14 september 2009 zou worden vervangen door Chris Bryce, de financieel directeur.
Ondanks de sterke groei die het bedrijf in de jaren na 2004 doormaakte, resulteerde een winstwaarschuwing in december 2010 in een scherpe daling van de aandelenkoers. Het bedrijf werd ook getroffen door de overstromingen in Queensland in 2010, waarbij het distributiecentrum van het bedrijf in Ipswich overstroomde. Op 28 augustus 2011 werd het magazijn weer operationeel. Een nieuwe winstwaarschuwing in juni 2014 resulteerde in een nieuwe daling van het aandeel met 50%, waardoor het een van de slechtst presterende aandelen in 2014 werd.
In 2013 startte het bedrijf met een agressief groeiplan, na de sluiting van een aantal Retail Adventures-winkels. In oktober 2013 bereikte het bedrijf de mijlpaal van 300 winkels.
Op 8 juli 2014 maakte The Reject Shop de benoeming van Ross Sudano (voorheen van Little World Beverages) tot CEO bekend. Zijn benoeming volgde op het vertrek van Chris Bryce in juni 2014, nadat hij leiding had gegeven aan een belangrijke groeifase van het bedrijf.
In december 2019 kondigde het bedrijf aan dat Andre Reich per 13 januari 2020 de functie van CEO zou bekleden. Voor het boekjaar dat eindigde op 30 juni 2020 boekte The Reject Shop een omzetgroei van ruim 820 miljoen Australische dollar.
Op 2 september 2020 kondigde het bedrijf in Australië een partnerschap aan met de Britse supermarktketen Tesco. In oktober lanceerden ze een laagsteprijsgarantie.
In november 2020 lanceerde The Reject Shop een partnerschap met DoorDash.